# Maurice Hauriou

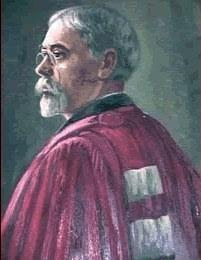
Chân dung Maurice Hauriou.

Maurice Hauriou (1856 tại Ladiville, vùng Charente - 1929 tại Toulouse) là một nhà luật học người Pháp, nguyên trưởng Khoa Luật của Đại học Toulouse từ 1906 đến 1926. Một trong những ngôi sao bắc đẩu của nền luật học Pháp hiện đại, có đóng góp rất lớn cho nền khoa học luật hành chính theo trường phái châu Âu lục địa. Bất cứ sinh viên và luật gia người Pháp nào cũng biết đến tên tuổi của Hauriou với tư cách là người khai sáng cho trường phái luật hành chính mang tên Toulouse.
Tên của ông được đặt cho nhiều con đường tại Pháp, một thư viện tại trường Đại học Toulouse 1, nơi ông đã từng làm giáo sư. Với sự góp mặt của Hariou, Khoa Luật của Toulouse đã từng là một trong những trung tâm luật danh tiếng nhất nước Pháp. Hiện trong khuôn viên cũ của Khoa Luật trường Đại học Toulouse 1 có dựng tượng để ghi nhớ công lao của ông đóng góp cho nền luật học nước Pháp.